# 64 Zoo Lane
64 Zoo Lane (bra/prt: Rua do Zoo 64) é um desenho infantil franco-britânico criado pelo autor inglês nascido na Bélgica, An Vrombaut. A série foi produzida por Millimages, Zoo Lane Productions e La Cinquième.

## Enredo
A série segue uma menina de 7 anos chamada Lucy, que mora ao lado de um zoológico em 64 Zoo Lane. Todas as noites, ela ouve uma história dos animais. Os personagens incluem Georgina, a Girafa, Nelson, o Elefante, Cócegas e Risos, os Macacos, Boris, o Urso e Molly, o Hipopótamo. O programa enfatiza amizade e responsabilidade. No final da história, a moral amigável é discutida e a hora de dormir é declarada. Georgina deposita Lucy na cama através da janela do quarto (episódios posteriores mostram Lucy bocejando e dormindo profundamente na cama; nos episódios originais ela era embalada para dormir pela própria narrativa). O programa foi exibido no CBBC, CBeebies e CBeebies Bedtime Hour, Noggin, ABC For Kids e muito mais Oportunidades de aprendizagem: explorar a linguagem e o vocabulário são potencializados pelo uso de entonação e expressão nas vozes dos personagens e os temas das histórias dos animais apoiam questões sociais e emocionais, incluindo amizades e a ajudar e cuidar de outras pessoas.